# Maentwrog

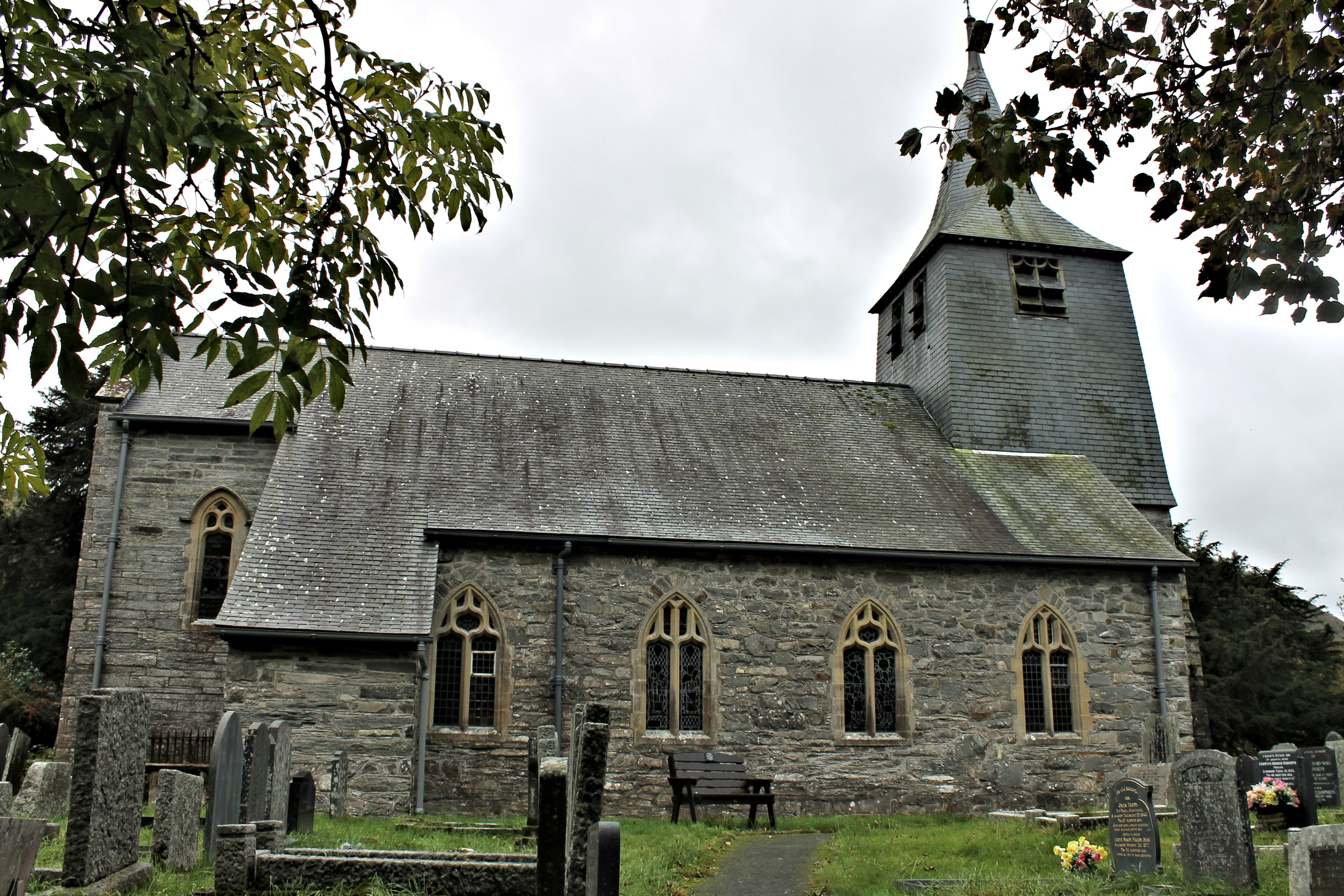
Maentwrog: la chiesa di San Twrog

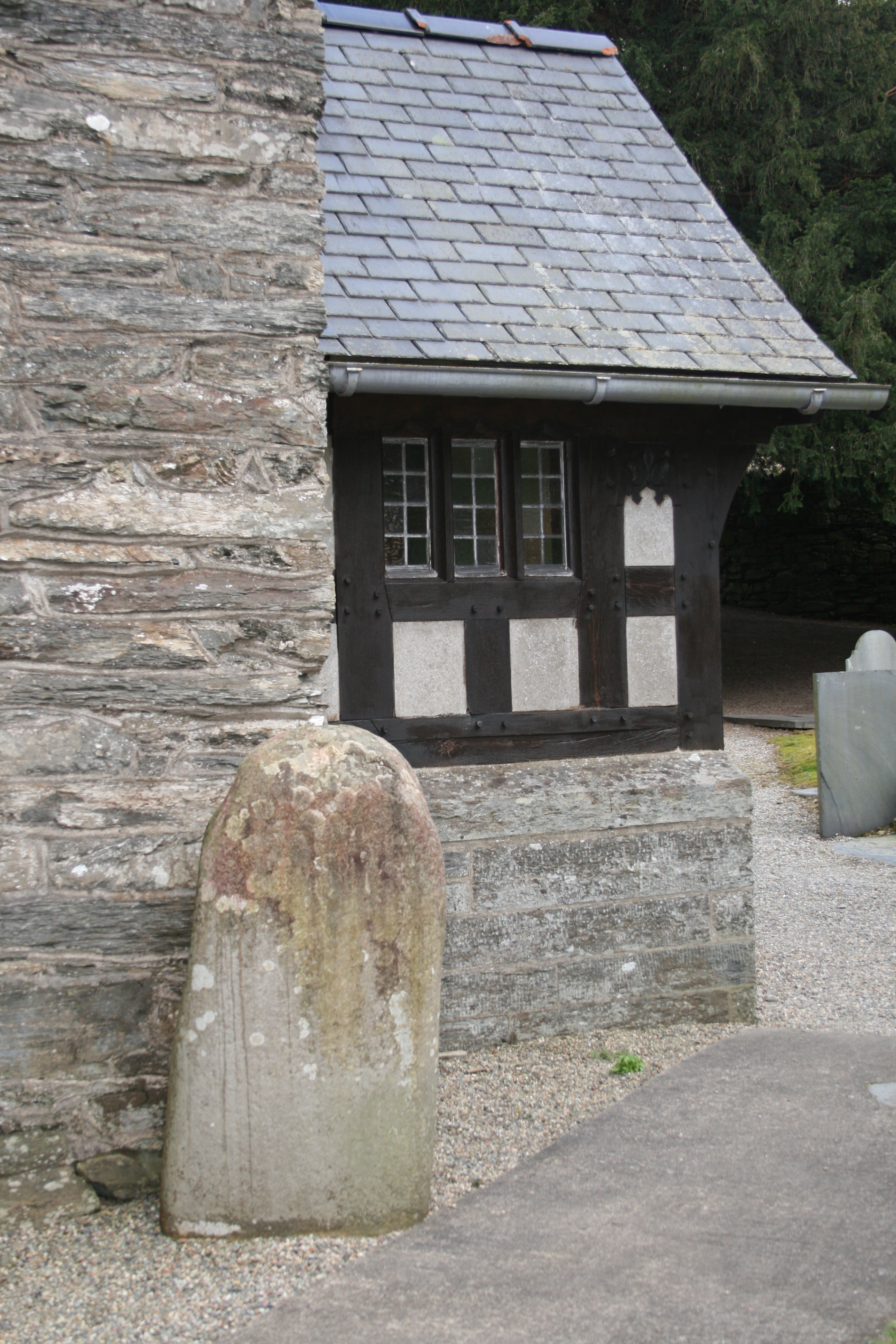
Maentwrog: la pietra di Twrog

Maentwrog è un villaggio con status di community del Galles nord-occidentale, facente parte della contea di Gwynedd (contea tradizionale: Merionethshire) e situato lungo il corso del fiume Dwyryd, nell'area del parco nazionale di Snowdonia. Conta una popolazione di circa 600 abitanti.

## Geografia fisica
Maentwrog si trova pochi chilometri a sud-ovest di Ffestiniog e a sud-est del Llyn Mair. Dista 4 miglia da Blaenau Ffestiniog, a 5 miglia da Portmeirion e a 7 miglia dalla località portuale di Porthmadog.

## Origini del nome
Il nome del villaggio significa letteralmente "pietra (maen) di Twrog" e deriva da una leggenda secondo la quale un gigante di nome Twrog avrebbe lanciato da una collina un grosso masso per distruggere un tempio pagano.

## Storia
Nel 1928, venne costruita a Maentwrog una centrale idroelettrica, che fu progettata da Sir Alexander Gibb.

## Monumenti e luoghi d'interesse

### Architetture religiose

#### Chiesa di San Twrog
Principale edificio religioso di Maentwrog è la chiesa dedicata a San Twrog, la cui forma attuale risale in gran parte al 1814.
Di fronte all'ingresso della chiesa, si trova la cosiddetta "pietra di Twrog" (v. anche "Origini del nome").

### Siti archeologici

#### Tomen y Mur
Tra Maentwrog e Trawsfynydd, si trova il Tomen y Mur, un sito archeologico che comprende i resti di un insediamento romano realizzato tra il 77-78 e il 120 d.C. e di un motte e bailey normanno della fine dell'XI secolo.

### Aree naturali
A sud di Maentwrog si trovano due cascate, le Raven Falls e la Rhaeadr Du.

## Società

### Evoluzione demografica
Nel 2017, la popolazione stimata della community di Maentwrog era pari 597 abitanti.
La community ha conosciuto un decremento demografico rispetto al 2011, quando la popolazione censita era pari a 631 abitanti, dato però in rialzo rispetto al 2001, quando la popolazione censita era pari a 585 abitanti.

## Cultura
Il villaggio è citato nel Mabinogion, dove si dice che qui è sepolto un eroe di nome Pryderi, ucciso sul fiume Glaslyn.